# 公山不狃
公山不狃（？—？），《論語》作公山弗扰，春秋時代人物，魯國季孫氏家臣，曾為费邑（今山东费县）宰。孔子在魯國執政時，推行墮三都政策，公山不狃和叔孙辄被迫造反，攻魯都曲阜，被孔子擊敗。公山不狃逃到齊國，又逃到吳國。

## 簡介
季平子去世，他治喪得力，季桓子以他為费邑宰。前502年，和陽虎聯合，劫持季桓子。最後失敗，阳虎兵败逃亡齐国。公山不狃踞费邑，召孔子前來輔佐，孔子打算前往。子路不同意，孔子說是爲了在東方恢復周禮。前498年，孔子為大司寇摄相事，進行「堕三都」；三都就是季孙氏的费邑（今山东费县）、叔孙氏的郈邑（今山东东平）、孟孙氏的成邑（今山东宁阳）。三桓爲了打擊家臣勢力，都表示同意。郈邑被拆毁後，公山不狃在费邑抵抗，率軍攻入魯國國都曲阜，魯定公和季桓子、孟懿子和叔孫武叔入於季氏之宮，登武子之台，而孔子派申句须、乐颀率軍擊敗公山不狃，公山不狃和叔孙辄逃到齊國。
後來，公山不狃和叔孙辄又到吳國，前487年，吳王夫差準備攻打鲁国，叔孙辄支持。叔孙辄告知公山不狃，公山不狃不同意，認為不能因個人恩怨來傷害祖國故乡。